# Ceroplastes longiseta
Ceroplastes longiseta är en insektsart som beskrevs av Leonardi 1911. Ceroplastes longiseta ingår i släktet Ceroplastes och familjen skålsköldlöss. Inga underarter finns listade i Catalogue of Life.